# لطفاً مزاحم نشوید
لطفاً مزاحم نشوید فیلمی به کارگردانی و نویسندگی محسن عبدالوهاب و تهیه‌کنندگی محمد احمدی ساخته سال ۱۳۸۸ است.
این فیلم در ۲۸ مهر ۱۳۸۹ بر روی پرده سینما رفت و در ۵۹ روز نمایش ۲۳۰ میلیون تومان فروخت.

## داستان
در این فیلم سه داستان به هم پیوسته با شخصیت‌های مختلف را در طی یک روز در تهران روایت می‌کند.
داستان اول، زوج جوانی را دنبال می‌کند که با هم اختلاف دارند و کارشان بعد از دعوا و کتک کاری به کلانتری می‌کشد. مرد که مجری برنامه‌های اخلاقی تلویزیونی است، از واکنش زن جا می‌خورد و سعی می‌کند او را از شکایت منصرف سازد، در حالی که همزمان تلاش دارد وضعیت جفنگی را که در آن گرفتار آمده، از دیگران پنهان کرده یا عادی جلوه دهد.
داستان دوم، ماجرای آخوند سبزواری (هدایت هاشمی) است که دفتر عقد و ازدواج در تهران دارد و کیف پول او به همراه مدارک مشتری‌هایش در مترو به سرقت می‌رود. به دنبال آن مرد روحانی مجبور است برای برگرداندن مدارک، با سارق کیف، مذاکره کند و خواسته غیر متعارف او را برآورده سازد.
سارق از او می‌خواهد که پشت تلفن موبایل برای مادر پیرش، روضه ابوالفضل بخواند.
اپیزود سوم، نیز داستان پیرزن و پیرمرد تنهایی است که در همسایگی دفتر مرد روحانی زندگی می‌کنند و تلویزیون آنها از کار افتاده‌است اما بعد از آنکه مرد تعمیرکار برای تعمیر تلویزیون آنها به سراغشان می‌آید، زوج پیر که نسبت به غریبه‌ها بی اعتمادند، از بازکردن در خودداری کرده و از مرد می‌خواهند که تلویزیون را پشت حفاظ آهنی در آپارتمان تعمیر کند.

## جوایز
فیلم لطفاً مزاحم نشوید در بیست و هشتمین دوره جشنواره فیلم فجر (۱۳۸۸) توانسته‌است سیمرغ بلورین در بخش نقش دوم زن (شیرین یزدان‌بخش) و دیپلم افتخار در بخش نقش اول مرد (هدایت هاشمی) را دریافت کند.
محسن عبدالوهاب، نویسنده فیلمنامه و کارگردان فیلم لطفاً مزاحم نشوید، جایزه بهترین فیلمنامه بخش آسیا و آفریقای هفتمین جشنواره فیلم دبی را دریافت کرد.